# IBM Watson
IBM Watson je kompjuterski sistem sposoban da odgovori na pitanja postavljena na prirodnom jeziku. Razvijen je kao deo IBM-ovog DeepQA projekta od strane istraživačkog tima, predvođenog glavnim istraživačem Dejvidom Feručijem. Votson je dobio ime po osnivaču i prvom izvršnom direktoru IBM-a, industrijalcu Tomasu Dž. Votsonu.
Računarski sistem je prvobitno razvijen da odgovara na pitanja u popularnom kvizu Jeopardy!, a 2011. godine Votson kompjuterski sistem se takmičio na Jeopardy! protiv šampiona Breda Rutera i Kena Dženingsa, osvojivši nagradu za prvo mesto od 1 milion USD.
U februaru 2013. godine, IBM je objavio da će prva komercijalna aplikacija Vatsona biti za donošenje odluka o upravljanju korišćenjem u lečenju raka pluća, u Memorijalnom centru za rak Sloan Ketering u Njujorku, u saradnji sa WellPoint (sada Elevance Health).

## Literatura
- Baker, Stephen (2011). Final Jeopardy: Man vs. Machine and the Quest to Know Everything. Boston, New York: Houghton Mifflin Harcourt. ISBN 978-0-547-48316-0.
- Baker, Stephen (2012). Final Jeopardy: The Story of Watson, the Computer That Will Transform Our World., Mariner Books.
- Jackson, Joab (2014). IBM bets big on Watson-branded cognitive computing PCWorld: Jan 9, 2014 2:30 PM
- Greenemeier, Larry. (2013). Will IBM's Watson Usher in a New Era of Cognitive Computing? Scientific American. Nov 13, 2013 |* Lazarus, R. S. (1982).
- Kelly, J.E. and Hamm, S. ( 2013). Smart Machines: IBM's Watson and the Era of Cognitive Computing. Columbia Business School Publishing

## Spoljašnje veze
- Watson homepage
- DeepQA homepage
- About Watson on Jeopardy.com
- Smartest Machine on Earth (PBS NOVA documentary about the making of Watson) Архивирано на веб-сајту  (5. децембар 2015)
- Power Systems
- The Watson Trivia Challenge. The New York Times. June 16, 2010.
- This is Watson – IBM Journal of Research and Development (published by the IEEE)
- Jeopardy! Show #6086 – Game 1, Part 1
- Jeopardy! Show #6087 – Game 1, Part 2
- Jeopardy! Show #6088 – Game 2
- PBS NOVA documentary on the making of Watson Архивирано на веб-сајту  (5. децембар 2015)
- Building Watson – A Brief Overview of the DeepQA Project на веб-сајту  (21:42), IBMLabs
- How Watson Answers a Question на веб-сајту
- David Ferrucci, Dan Cerutti and Ken Jennings on IBM's Watson at Singularity Summit 2011 на веб-сајту
- A Computer Called Watson на веб-сајту  – November 15, 2011, David Ferrucci at Computer History Museum, alternate
- IBM Watson and the Future of Healthcare на веб-сајту  – 2012
- IBM Watson-Introduction and Future Applications на веб-сајту  – IBM at EDGE 2012
- IBM Watson for Healthcare на веб-сајту  – Martin Kohn, 2013
- IBM Watson playlist, IBMLabs Watson playlist